# Бугайчик новозеландський
Буга́йчик новозеландський (Ixobrychus novaezelandiae) — вимерлий вид птахів родини чаплевих (Ardeidae).

## Історичне поширення та вимирання
Птах був ендеміком Нової Зеландії. Після прибуття європейців на архіпелаг, вид траплявся лише на Південному острові, хоча знахідки субфосильних решток свідчать, що птах раніше траплявся і на Північному острові, і на островах Чатем. Вже у період колонізації птах був досить рідкісним. Збереглися лише 13 музейних зразків птаха. Останні птахи загинули у 1890-х роках. Причина вимирання виду невідома, припускається що це хижацтво завезених ссавців та полювання людей.